# غريغوري غودمان
غريغوري غودمان (بالإنجليزية: Gregory Goodman)‏ هو منتج أفلام أمريكي، ولد في 16 يونيو 1959 في هوليوود في الولايات المتحدة.

## وصلات خارجية
- غريغوري غودمان على موقع IMDb (الإنجليزية)
- غريغوري غودمان على موقع قاعدة بيانات الفيلم (الإنجليزية)